# Olav Mol
Olav Mol (Bloemendaal, 20 januari 1962) is een Nederlands commentator en presentator van de Formule 1. Mol was voor zijn Formule 1-avontuur dj, maar verzorgt ondertussen al sinds 1991 zo goed als onafgebroken het Formule 1-commentaar.

## Biografie

### Formule 1
Mol maakte zijn debuut als Formule 1-commentator bij NOS Studio Sport in dienst van de NOS tijdens de Grote Prijs van Monaco in 1991. In januari 1992 verhuisde hij mee naar RTL, toen zij de uitzendrechten van de sport verwierven. Vanaf 1995 werd hij bijgestaan door Allard Kalff, waarbij Mol het commentaar verzorgde en Kalff pitreporter was. In 2000 besluit Kalff te stoppen met verslaggeven en werd opgevolgd door Jack Plooij nadat Plooij in de jaren negentig al enkele keren voor Kalff inviel.
In 2004 verhuisde Mol opnieuw mee, dit keer naar SBS, waar de Formule 1 tot en met 2006 zou worden uitgezonden. Na drie seizoenen kwamen de uitzendrechten voor de Formule 1 in 2007 terug bij RTL terecht, waar Mol (opnieuw met Allard Kalff) opnieuw voor RTL GP de races verzorgde van commentaar en presentatie.
Eind 2012 meldde Mol tijdens een interview op Radio 538 dat de uitzendrechten vanaf 2013 in handen kwamen van de Nederlandse betaal-tv-dienst Sport1. Dat RTL zou gaan stoppen met het uitzenden van de Formule 1, was op dat moment al een tijd bekend. Ook SBS zou opnieuw kandidaat geweest zijn om de races uit te zenden. Naast Sport1 zou ook het commerciële Veronica de rechten krijgen voor enkele races. Deze uitzendingen zouden identiek zijn (en dus ook met commentaar van Mol) aan die van Sport1, uitgezonderd de voor- en nabeschouwing.
Aanvankelijk verhuisde Mol opnieuw zonder problemen mee. Bij zijn overstap stelde Mol als eis dat hij op locatie het commentaar bij de Formule 1-races zou geven. Toen Veronica voor de Grote Prijs van Canada begin juni op deze eis terugkwam, nam Mol ontslag. Volgens Veronica was het in de economische omstandigheden niet verantwoord om reportages op locatie te maken. Uiteindelijk werd er toch een akkoord bereikt en Sport1 nam Mol vanaf de Grote Prijs van Groot-Brittannië tijdelijk terug in dienst. Mol voorzag dat seizoen alle Europese races op locatie van live-commentaar, op de Grote Prijs van Duitsland na. Voor de overige races werd Mol vervangen door Ronald van Dam. Vervolgens sloot Mol eind 2013 een vast contract met Sport1, waarna hij opnieuw alle kwalificaties en races presenteert en becommentarieert — op locatie en inclusief voorbeschouwing. Ook de samenvattingen op Veronica werden vanaf 2014 wederom becommentarieerd door Mol. Tijdens de wintermaanden presenteert Mol op Sport1 ook oude races en portretten van oud-coureurs.
Op 2 oktober 2014 werd bekend dat Sport1 de Formule 1 nog tot 2018 zal uitzenden, nadat — door het aantreden van Max Verstappen — ook Fox Sports haar interesse in de hoogste autosportklasse had getoond.
Vanaf 2016 werd de naam Sport1 veranderd in Ziggo Sport en werd Plooij opnieuw pitreporter. Ziggo Sport had de rechten van de Formule 1 tot en met 2021. In mei 2021 werd bekend dat de Formule 1 na afloop van het seizoen 2021 niet meer live te zien zou zijn op Ziggo Sport, maar bij Viaplay van het Scandinavische NENT. Later werd bekend dat Mol niet het live commentaar zou gaan verzorgen bij Viaplay. Wel kreeg Ziggo de samenvattingsrechten, en werd bekend dat Mol bij Ziggo Sport betrokken zou blijven.

### Professionele carrière naast Formule 1-commentator
In 2000 was hij medeoprichter van het tijdschrift RaceReport, dat in 2006 fuseerde met Formule1. Tevens was hij er de vaste columnist.
Van september 2002 tot december 2003 presenteerde Mol enkele radioprogramma's op Yorin FM.
In zijn periode bij SBS presenteerde Mol ook nog andere programma's, waaronder Red Bull Flugtag en twee edities van Domino Day.
Sinds 2006 is hij deelnemer buiten mededinging aan de Dakar-rally, hij bestuurt dan een Volkswagen Touareg voor het MAN-team.
Mol heeft ook enkele boeken geschreven over autosport.
Sinds 2012 is Olav medeoprichter en eigenaar van de (internet)radiozender Grand Prix Radio, waar 24 uur per dag muziek en autosport wordt uitgezonden. Ook is iedere wedstrijd het racecommentaar van hem live te beluisteren. In september 2018 werd Mol met zijn Grand Prix Radio verkozen tot beste online radiostation 2018 bij de Online Radio Awards.

### Persoonlijk leven
In 2004 verhuisde Mol met zijn gezin van Vleuten naar Moraira, nabij Calpe aan de Costa Blanca in Spanje. Mol is vader van een tweeling en heeft drie kleinkinderen. In 2010 stierf Mols eerste vrouw aan de gevolgen van kanker. In 2016 huwde Mol opnieuw.
In 2016 werd Olav Mol onderscheiden met de Theo Koomen Award voor het beste sportcommentaar van het jaar. Hij kreeg de prijs voor zijn tv-verslag van de overwinning van Max Verstappen in de Grand Prix van Spanje in 2016.

## Carrière

### Televisieprogramma's
- De heilige koe (1991 - 1993, regie)
- RTL Grand Prix (1992 - 2003, 2007 - 2012)
- Gevaar op de weg (2000 - 2002)
- SBS Formule 1 (2004 - 2006)
- Domino Day (2005 - 2006)
- Red Bull Flugtag (2005 - 2006)
- Veronica Formule 1 (2013 - 2015)
- Sport1/Ziggo Sport (2013 - heden)
- Car Wars (2021)
- Langs de Vangrails (2025 - heden)

### Radioprogramma's
- Yorin FM (2002 - 2003)
- Grand Prix Radio (2012 - heden)

### Theater
- De Formule 1 Show (2018 - heden) Met Jack Plooij

#### Bestseller 60
| Boeken met noteringen in de Nederlandse Bestseller 60 | Jaar van verschijnen | Datum van binnenkomst | Hoogste positie | Aantal weken | Opmerkingen                                    |
| ----------------------------------------------------- | -------------------- | --------------------- | --------------- | ------------ | ---------------------------------------------- |
| Een leven met Formule 1                               | 2016                 | 08-06-2016            | 2               | 18           |                                                |
| F1 2016, wat een jaar!                                | 2016                 | 21-12-2016            | 15              | 3            |                                                |
| Zo werkt de Formule 1                                 | 2017                 | 21-06-2017            | 10              | 4            | in samenwerking met Erik Houben en Mike Mulder |
| F1 2017. Oorlog op de baan.                           | 2017                 | 20-12-2017            | 13              | 2            | in samenwerking met Jack Plooij en Erik Houben |
| Ayrton Senna                                          | 2018                 | 13-06-2018            | 22              | 2            | in samenwerking met Erik Houben                |
| F1 2018. De vijfde van Lewis.                         | 2018                 | 19-12-2018            | 20              | 2            | in samenwerking met Jack Plooij en Erik Houben |
| F1 2019. Spektakel en intriges.                       | 2019                 | 18-12-2019            | 32              | 3            | in samenwerking met Jack Plooij en Erik Houben |
| Snelle Sam: De Grand Prix                             | 2020                 | 22-04-2020            | 25              | 2            |                                                |
| Een tweede leven met Formule 1                        | 2020                 | 19-05-2020            | 15              | 4            |                                                |
| Zo werkt de Formule 1. De 2022 editie.                | 2021                 | 03-11-2021            | 7               | 11           | in samenwerking met Erik Houben                |
| Kriskras door de Formule 1                            | 2022                 | 27-04-2022            | 17              | 4            |                                                |
| Zo werkt de Formule 1. De 2023 editie.                | 2022                 | 29-12-2022            | 58              | 1            | in samenwerking met Erik Houben                |
| Zo werkt de Formule 1. De 2024 editie.                | 2023                 | 15-11-2023            | 30              | 1            | in samenwerking met Erik Houben                |
| 75 jaar Formule 1                                     | 2025                 | 26-02-2025            | 46              | 1            |                                                |

### Discografie
Compilatie van dance en disco muziek, afgewisseld met gedeeltes van Mols live commentaar en diverse geluiden uit de Formule 1.
- Formula 1 Dance Hits By Olav Mol (1998)
- Formula 1 Disco Hits By Olav Mol (1999)

### Stem
- Olav Mol doet enkele stemmen in de film Cars 3.
- Olav Mol verzorgt sinds 2020 het Nederlandse commentaar in de officiële F1 videogame.
- Olav Mol verzorgde de voice-over voor een Engelstalige promo van de populaire Nederlandse kinderserie Bassie en Adriaan.[bron?]

- International Standard Name Identifier: 0000 0003 6919 650X
- Nederlandse Thesaurus van Auteursnamen: 165685034
- Virtual International Authority File: 290910121
- WorldCat: E39PBJrmcwJwWp6CXv3wtDkv73